# 维利尼扬斯克市镇
维利尼扬斯克市级市镇（烏克蘭語：Вільнянська міська громада），是乌克兰扎波羅熱州扎波羅熱區的一个市镇，行政中心为維利尼揚斯克。市镇面积为158.4平方公里，人口数量为16,822人（2020年）。

## 居民点
该市镇包括一个城市（維利尼揚斯克）和15个村庄。村庄列表如下：
- 阿赫拉費尼夫卡
- 韋塞洛泰爾努瓦泰
- 維什尼亞基
- 維利尼揚卡
- 哈拉西夫卡
- 赫里茲內
- 代雷濟夫卡
- 科扎基夫斯凯
- 柳比米夫卡
- 新胡帕利夫卡
- 新特羅伊茨凱
- 彼得里夫斯凯
- 斯凯柳瓦泰
- 斯莫羅迪內
- 亞基米夫斯凱